# Chesterfield Football Club 2013-2014
Questa voce raccoglie le informazioni riguardanti il Chesterfield Football Club nelle competizioni ufficiali della stagione 2013-2014.

## Rosa
| N. |                        | Ruolo | Calciatore      |
| -- | ---------------------- | ----- | --------------- |
| 1  | Inghilterra (bandiera) | P     | Tommy Lee       |
| 2  | Inghilterra (bandiera) | C     | Ollie Banks     |
| 3  | Giamaica (bandiera)    | D     | Nathan Smith    |
| 4  | Inghilterra (bandiera) | D     | Sam Hird        |
| 5  | Inghilterra (bandiera) | C     | Sam Morsy       |
| 6  | Scozia (bandiera)      | D     | Liam Cooper     |
| 7  | Inghilterra (bandiera) | C     | Tendayi Darikwa |
| 8  | Inghilterra (bandiera) | C     | Sam Togwell     |
| 9  | Inghilterra (bandiera) | C     | Marc Richards   |
| 10 | Irlanda (bandiera)     | C     | Jay O'Shea      |
| 11 | Inghilterra (bandiera) | C     | Gary Roberts    |

| N. |                        | Ruolo | Calciatore         |
| -- | ---------------------- | ----- | ------------------ |
| 12 | Irlanda (bandiera)     | C     | Jimmy Ryan         |
| 15 | Inghilterra (bandiera) | C     | Ritchie Humphreys  |
| 16 | Irlanda (bandiera)     | C     | Jamie Devitt       |
| 17 | Irlanda (bandiera)     | A     | Eoin Doyle         |
| 19 | Inghilterra (bandiera) | A     | Jacob Hazel        |
| 20 | Inghilterra (bandiera) | P     | Aaron Chapman      |
| 21 | Irlanda (bandiera)     | A     | Armand Gnanduillet |
| 22 | Inghilterra (bandiera) | D     | Matty Brown        |
| 23 | Inghilterra (bandiera) | D     | Ian Evatt          |
| 25 | Inghilterra (bandiera) | D     | Drew Talbot        |
| 28 | Inghilterra (bandiera) | C     | Gary McSheffrey    |